# صمام نفخ فرنسي

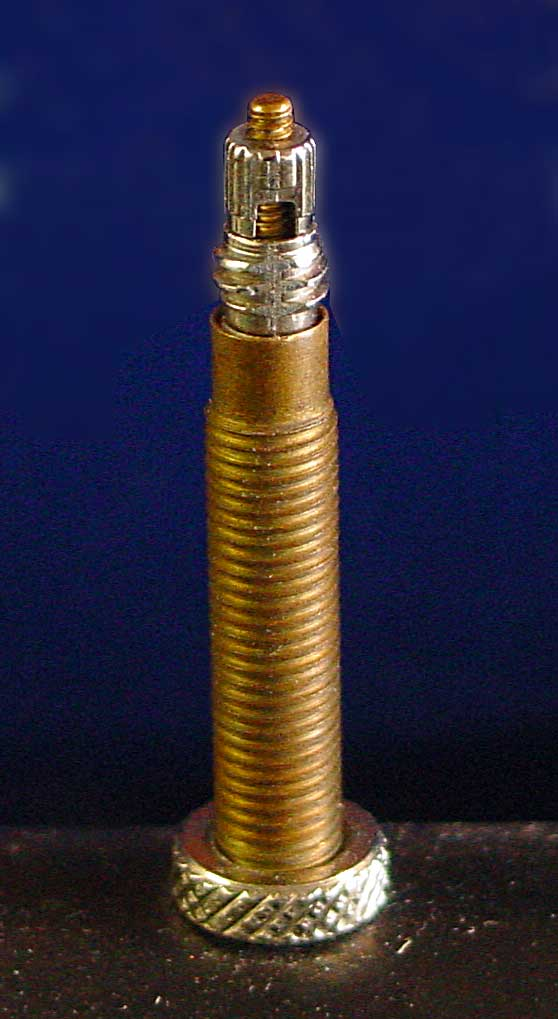
صمام بريستا او الصمام الفرنسي بحالة الاغلاق

صمام نفخ فرنسي أو بريستا (بالفرنسية: Presta)‏ صمام للدراجات الهوائية موجود عادة في دراجات السباق أو الدراجات الطريقية، خاصة للعجلات ذات الضغط العالي وبعض العجلات الداخلية للدراجات الجبلية. يتالف من صمام له قفل، يجب حل القفل لتتمكن من نفخ العجلة. يتم تصنيع هذا الصمام بأطوال مختلفة، لكن يتميز هذا النوع بأنّه الأطول بين بقية الأنواع.